# Psilocybe subaeruginascens
Psilocybe subaeruginascens är en svampart som beskrevs av Höhn. 1914. Psilocybe subaeruginascens ingår i släktet slätskivlingar och familjen Strophariaceae.   Inga underarter finns listade i Catalogue of Life.

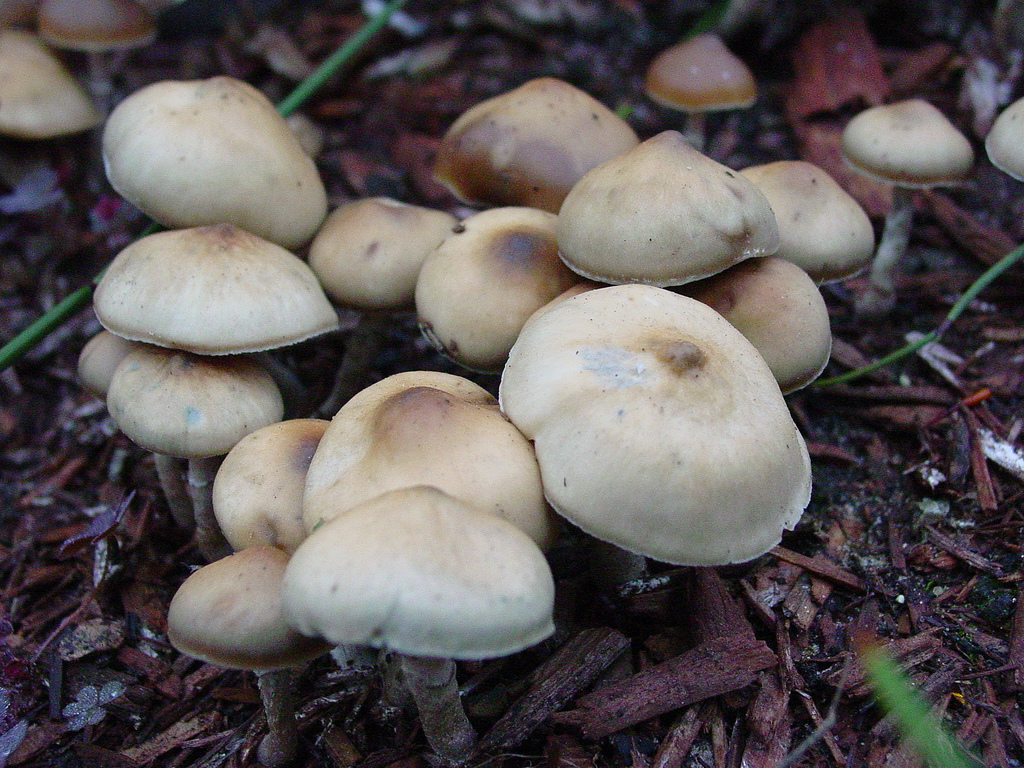
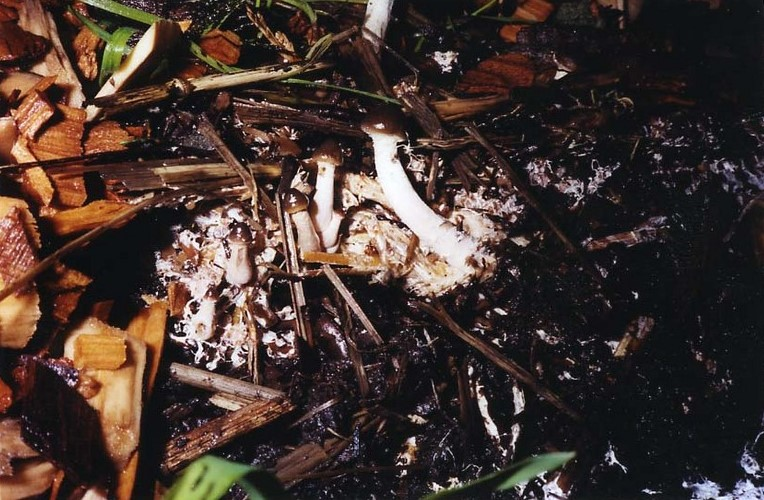
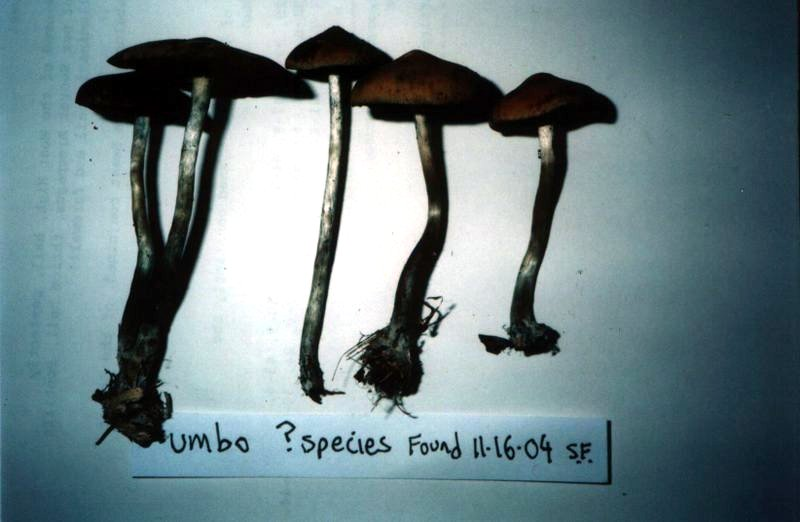
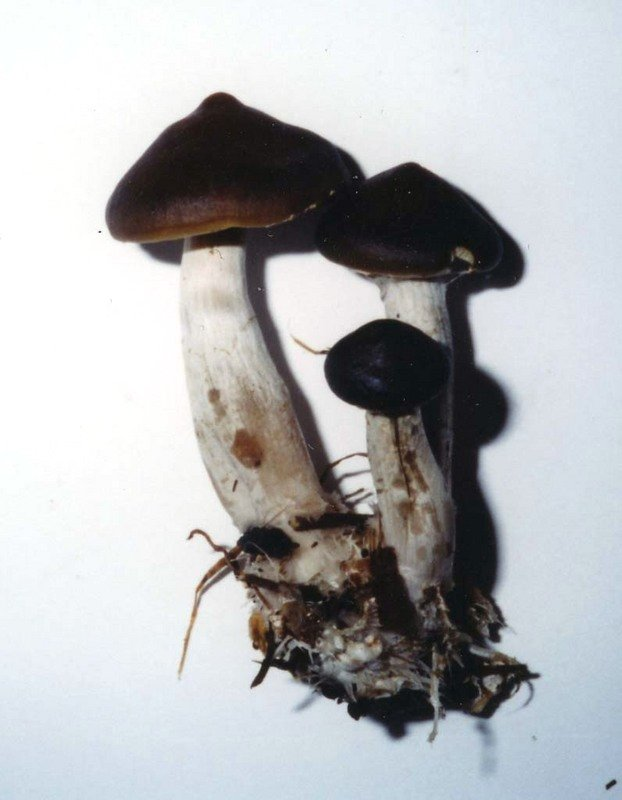
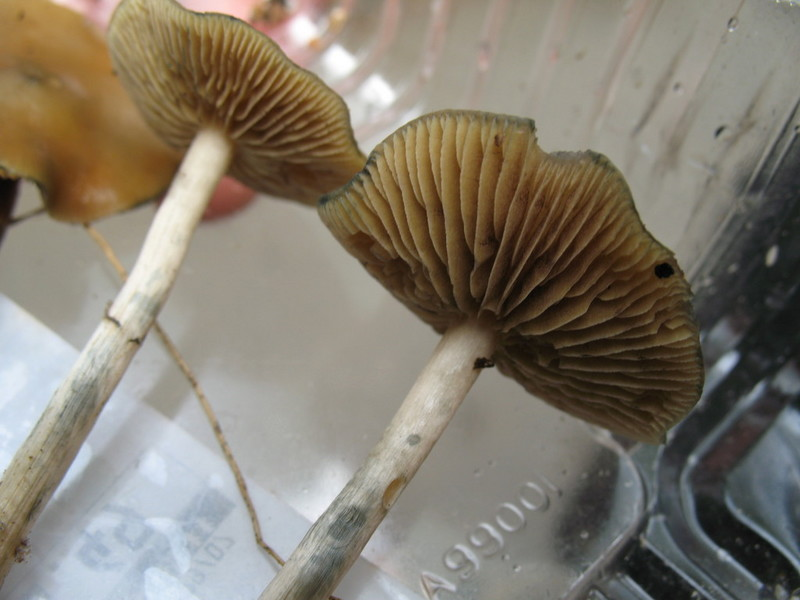
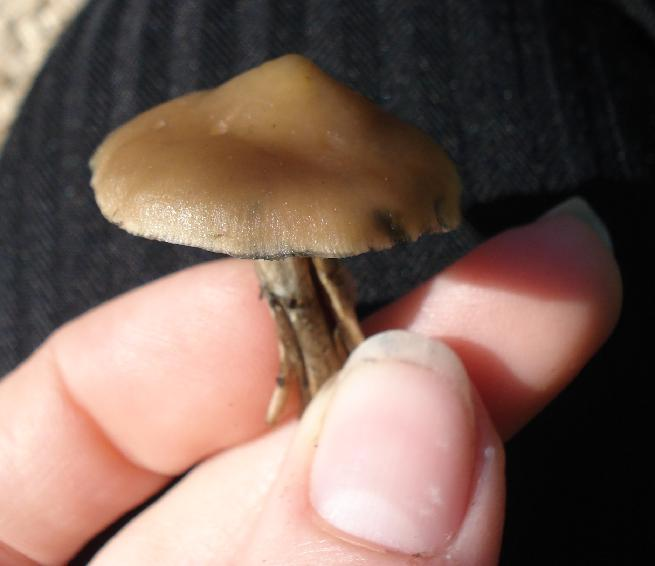
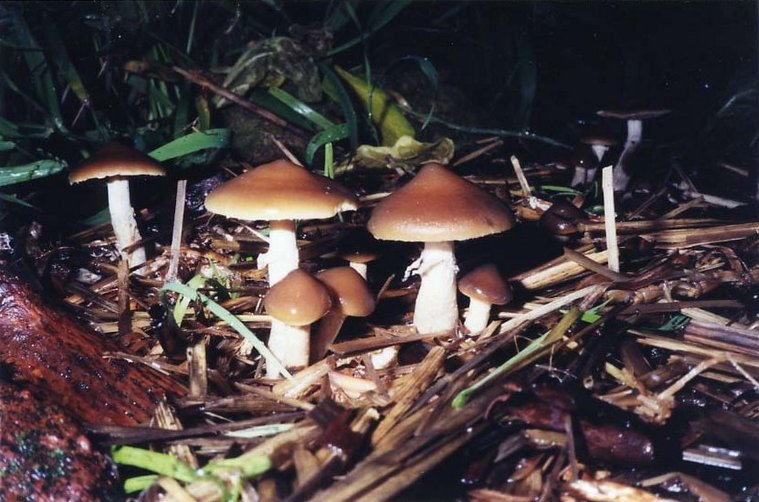
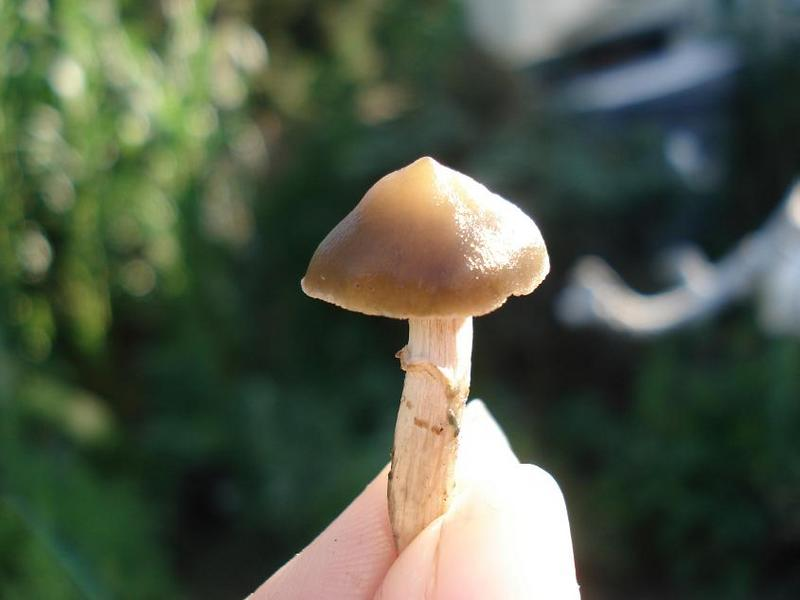